# Béla II. Ogrski
Béla II. ali Béla II.  Slepi (madžarsko II. (Vak) Béla , hrvaško Bela II.), hrvaški in  ogrski kralj (1131-1141), * med 1108 in 1110, † 13. februar 1141, pripadnik dinastije Árpádovcev. 

## Življenje
Béla II. se je med letoma 1108 in 1110 rodil Álmošu, ki je bil pripadnik ogrskekraljevske dinastije Árpádovcev, in Predslavi, hčerki Kijevskega velikega kneza Svjatopolka II. Ker je bil Álmoš stalna grožnja tako svojemu bratu Kolomanu kot nečaku Štefanu ter izvor nestabilnosti v ogrski državi, ga je dal Koloman po šesti zaroti leta 1113 zajeti in skupaj z Bélo oslepiti. Kralj je menda zaukazal še kastracijo Béle, a naj bi se rabelj majhnega otroka usmilil in namesto njega kastriral psa, pasje testise pa prinesel Kolomanu kot dokaz za skopljenje dečka. Takšna kazen je bila v tistih časih primerjalno gledano precej mila, saj je upornik proti oblasti ostal živ. Ob  Kolomanovi smrti se je oslepljeni Álmoš umaknil v Bizanc, oslepljenega sina Bélo pa je uspel skriti v samostan Pécsvárad, tako da niti  naslednik Štefan skoraj do smrti ni vedel zanj. Ko je nevarnost z dvora za Bélo minila, se je poročil s Heleno, ki je bila hči srbskega velikega župana Uroša I. V zakonu se jima je okrog leta 1130 rodil sin  Géza Imela sta še dva sinova- najstarejši je bil Ladislav II., najmlajši pa Štefan IV. Béla, ki je bil slep, se sam ni mogel aktivno udejstvovati v ogrski politiki, vse bolj se je predajal pijančevanju, kmalu je zbolel in umrl 13. februarja 1141.

## Kraljevanje
Ker Štefan II.ni imel potomstva, je prišlo do zanimivega preobrata- za svojega naslednika je kot očetovega nečaka določil prav oslepljenega Bélo. Béla II. je od Štefana II. prevzel oslabljeno oblast na Ogrskem in okrnjeno Hrvaško, ki ni več nadzorovala dalmatinskega primorja. Namesto Béle je na Ogrskem in na Hrvaškem dejansko vladala njegova srbska žena Helena (Jelena), ki se je kruto maščevala vsem, ki so imeli kakršno koli zvezo z oslepitvijo njenega moža. Tako je na zboru v Aradu ukazala pokol vseh, ki so bili kakorkoli povezani z oslepitvijo njenega moža.Helena je bila sicer hči srbskega velikega župana Uroša I., njen brat Beloš pa je na ogrskem dvoru imel najvišje položaje v kraljevini (ban, palatin).
Preostali Bélini nasprotniki so nato na Ogrsko poklicali Borisa Kolomanoviča, ki je bil morda Bélin stric in si je lastil pravico do ogrskega prestola. bizantinski cesar Ivan II. Komnen je leta 1132 proti novemu kralju Béli II., ki je bil srbski varovanec, sicer podprl Borisa, a slednjemu v resnici ni nudil mnogo pomoči. Boris se je nato leta 1032 s podporo Boleslava II. Poljskega vseeno poskušal dokopati do ogrskega prestola, a je bil poražen na reki Sajó.
Čistke so v tridesetih letih 12. stoletja ponovno okrepile osrednjo oblast. To se je pokazalo tudi v odnosu do okoliških političnih skupnosti. Ogrskemu kraljestvu je npr. uspelo pridobiti  območje reke Rame v Bosni. Bélini vojski je leta 1133 uspelo iztrgati Spalato (Split) iz rok Benečanov in ga priključiti Hrvaški. Tudi Zadar je bil okrog leta 1134 v hrvaških rokah, vendar pa je kmalu ponovno prišel pod Benečane. Najkasneje do leta 1136 je Hrvaška uspela za kratek čas pridobiti skoraj vso Dalmacijo. Leta 1136 izbrani novi splitski nadškof Gavdij se ni šel priklonit papežu, ampak ostrogonskemu nadškofu Felicijanu, da bi tako dokazal svojo vdanost ogrskemu dvoru. To dodatno dokazuje, da se je politično središče ogrsko-hrvaške meddržavne skupnosti v precejšnji meri preneslo na Ogrsko, in da je bila hrvaška neodvisnost dejansko okrnjena.